# Mesopristes iravi
Mesopristes iravi is een straalvinnige vissensoort uit de familie van tijgerbaarzen (Terapontidae). De wetenschappelijke naam van de soort is voor het eerst geldig gepubliceerd in 2002 door Yoshino, Yoshigou & Senou.